# Paris Saint-Germain Football Club 2002-2003
Questa voce raccoglie le informazioni riguardanti il Paris Saint-Germain Football Club nelle competizioni ufficiali della stagione 2002-2003.

## Maglie e sponsor
Lo sponsor tecnico per la stagione 2002-2003 è Nike, mentre lo sponsor ufficiale è Thomson.
| Casa | Trasferta |

## Rosa
| N. |                      | Ruolo | Calciatore                     |
| -- | -------------------- | ----- | ------------------------------ |
| 1  | Francia (bandiera)   | P     | Lionel Letizi                  |
| 2  | Argentina (bandiera) | D     | Gabriel Heinze                 |
| 3  | Francia (bandiera)   | D     | Lionel Potillon                |
| 4  | Francia (bandiera)   | C     | Jérôme Leroy                   |
| 5  | Argentina (bandiera) | D     | Mauricio Pochettino (capitano) |
| 6  | Francia (bandiera)   | D     | Frédéric Déhu                  |
| 7  | Brasile (bandiera)   | C     | André Luiz Moreira             |
| 8  | Francia (bandiera)   | C     | Stéphane Pédron                |
| 9  | Argentina (bandiera) | A     | Martín Cardetti                |
| 10 | Brasile (bandiera)   | A     | Ronaldinho                     |
| 11 | Brasile (bandiera)   | A     | Aloisio                        |
| 14 | Francia (bandiera)   | C     | Fabrice Fiorèse                |
| 15 | Brasile (bandiera)   | D     | Paulo César                    |

| N. |                         | Ruolo | Calciatore          |
| -- | ----------------------- | ----- | ------------------- |
| 16 | Francia (bandiera)      | P     | Jérôme Alonzo       |
| 17 | Francia (bandiera)      | C     | Francis Llacer      |
| 18 | Francia (bandiera)      | D     | Didier Domi         |
| 19 | Albania (bandiera)      | C     | Lorik Cana          |
| 20 | Portogallo (bandiera)   | C     | Hugo Leal           |
| 21 | Francia (bandiera)      | A     | Alioune Touré       |
| 22 | Spagna (bandiera)       | D     | Cristóbal           |
| 26 | Nigeria (bandiera)      | A     | Bartholomew Ogbeche |
| 27 | Francia (bandiera)      | C     | Romain Rocchi       |
| 28 | Portogallo (bandiera)   | C     | Filipe Teixeira     |
| 30 | Francia (bandiera)      | P     | Stéphane Gillet     |
| 32 | RD del Congo (bandiera) | A     | Chiguy Lucau        |
| 33 | Ghana (bandiera)        | C     | Alex Nyarko         |